# شطيرة مونت كريستو
شطيرة مونت كريستو (بالإنجليزية: Monte Cristo sandwich)‏ يحتوي على لحم خنزير مقلي مع الجبن وهو نوع من الكروكيه الفرنسي. كانت كتب الطبخ الأمريكية تحتوي على وصفات لهذه الشطيرة تحت أسماء مثل «شطيرة فرنسية» أو «شطيرة لحم خنزير محمصة» أو «شطيرة فرنسية بالجبن المحمص» وعادة ما يتم استخدام الجبن السويسري.